# Монтклерський художній музей
Монтклерський художній музей (англ. Montclair Art Museum; скор. MAM) — міський художній музей міста Монтклер, штат Нью-Джерсі. Його колекція складає більше 12000 найменувань, експонати присвячені американському мистецтву, починаючи з XVIII століття по теперішній час.

## Історія
З приходом у Монтклер залізниці в 1860-х роках, місто отримало імпульс в своєму розвитку, що позначилося й на мистецькому житті міста, де жили й працювали американські художники, в тому числі й скульптори. У місті була створена художня комісія, яка вирішувала питання створення в Монтклері музею мистецтва. Її головою став колекціонер William T. Evans, який зібрав колекцію з більш ніж 800 американських картин, що є й сьогодні найбільшою колекцією американського мистецтва періоду до Першої світової війни. У 1907 році він пожертвував кілька десятків робіт вашингтонській Національній галереї мистецтва. У 1909 році він вирішив передати 26 картин Монтклеру за умови, що місто забезпечить їхнє пожежобезпечне зберігання, але на міському референдумі 1910 його пропозиція була відкинута. Незважаючи на це, муніципальна художня комісія, перетворена в асоціацію Montclair Art Association, запропонувала створити художню галерею без державної підтримки. Для цього був організований збір коштів, істотну частину яких склало пожертвування Florence Rand Lang (1861—1943), багатої мешканки міста, яка успадкувала бурову компанію Rand Drill Company, створену в 1871 році її батьком. Для проектування будівлі музею був найнятий американський архітектор Albert Randolph Ross.
Музей відкрився 15 січня 1914 року. Фонд музею розширювався шляхом придбань за рахунок пожертвувань. У 1922 році музей запросив жителів міста проголосувати за найулюбленіші 25 робіт музейної колекції. За минулий з тих пір час будівля музею розширювалося разом з його колекцією. У 2000—2001 роках було додано нове крило, яке збільшило музейну площу вдвічі. Відзначаючи своє 75-річчя, Монтклерскій художній музей видав книгу Three Hundred Years of American Painting: The Montclair Art Museum Collection, де міститься докладний опис 538 полотен і тематичні есе. У його столітній ювілей була проведена кампанія по збору коштів, в результаті чого ендаумент музею склав 20 мільйонів доларів.
Музей спонсорує різноманітні програми в партнерстві з міськими організаціями і веде велику освітню програму для всіх вікових груп.
Цікаво, що в музеї є єдина в світі галерея, присвячена виключно роботам американського художника XIX століття Джорджа Інесса, який жив в Монтклері з 1885 по 1894 роки.